# Tuğba Danışmaz
Tuğba Danışmaz (née le 1er septembre 1999) est une athlète turque, spécialiste du triple saut. Elle est championne d'Europe en salle en 2023 à Istanbul.

## Biographie
Médaillée d'argent du triple saut lors des  championnats d'Europe espoirs 2019, elle remporte la médaille d'or lors de l'édition suivante, en 2021 à Tallinn.
En 2022, elle se classe 2e des Jeux méditerranéens et 3e des Jeux de la solidarité islamique.
Le 4 mars 2023, Tugba Danismaz concourt à la finale du triple saut des championnats d'Europe en salle 2023 organisés dans son pays, à Istanbul. Dès son premier essai, elle bat le record de Turquie indoor avec une marque à 14,31 m, un bond suffisant pour décrocher la médaille d'or, devant l'Italienne Dariya Derkach et la Portugaise Patricia Mamona.
Elle remporte les Universiades à Chengdu avec une marque à 14,31 m.
En 2024 elle est championne des Balkans, en battant au passage son record. Elle est médaillée d'argent aux Championnats d'Europe de Rome avec 14,57 m, record de Turquie, uniquement battue par l'Espagnole Ana Peleteiro-Compaoré.

## Palmarès

### International

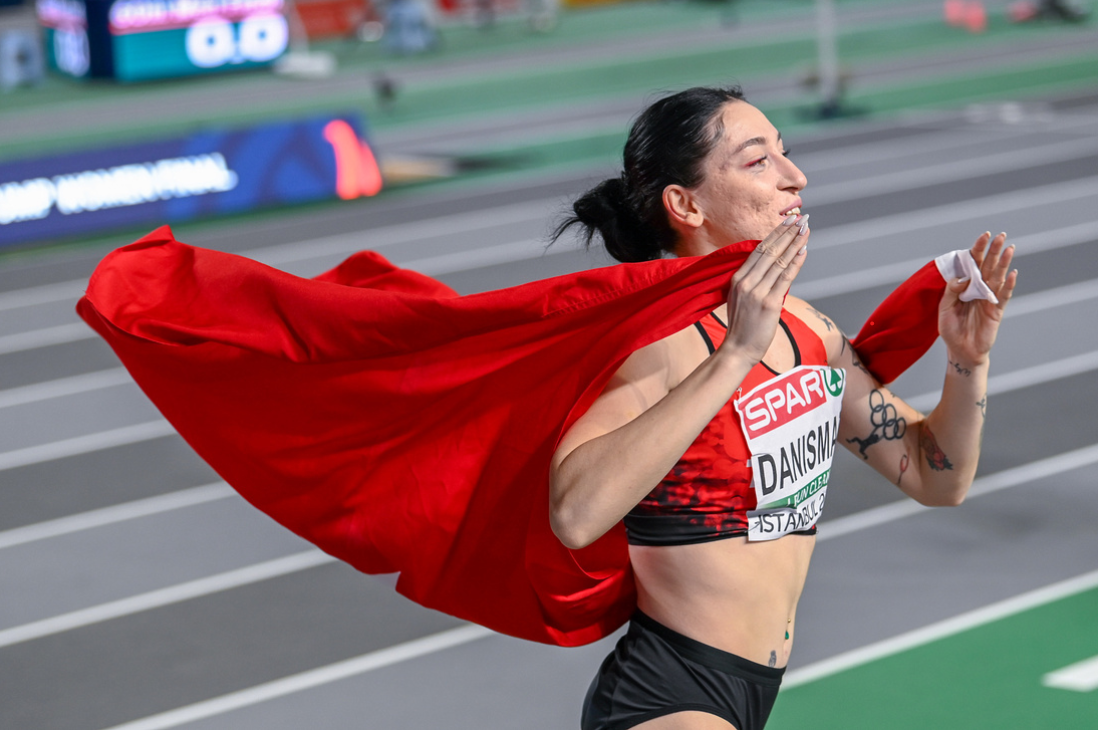
Tuğba Danışmaz lors des championnats d'Europe en salle 2023.

| Date | Compétition                     | Lieu     | Résultat | Temps   |
| ---- | ------------------------------- | -------- | -------- | ------- |
| 2019 | Championnats d'Europe espoirs   | Gävle    | 2e       | 13,85 m |
| 2021 | Championnats d'Europe espoirs   | Tallinn  | 1re      | 14,09 m |
| 2022 | Jeux méditerranéens             | Oran     | 2e       | 14,05 m |
| 2022 | Jeux de la solidarité islamique | Konya    | 3e       | 13,95 m |
| 2023 | Championnats d'Europe en salle  | Istanbul | 1re      | 14,31 m |
| 2023 | Jeux européens                  | Chorzów  | 2e       | 14,16 m |
| 2024 | Championnats d'Europe           | Rome     | 2e       | 14,57 m |

### National
- Championnats de Turquie d'athlétisme :
  - Triple saut : vainqueur en 2019, 2020, 2021, 2022 et 2023
  - Saut en longueur : vainqueur en 2021 et 2022
- Championnats de Turquie d'athlétisme en salle :
  - Triple saut : vainqueur en 2022
  - Saut en longueur : vainqueur en 2020

## Records
| Épreuve     | Épreuve      | Marque       | Lieu     | Date        |
| ----------- | ------------ | ------------ | -------- | ----------- |
| Triple saut | En plein air | 14,57 m (NR) | Rome     | 9 juin 2024 |
| Triple saut | En salle     | 14,31 m (NR) | Istanbul | 4 mars 2023 |